# شهرک نصر (قاهره)

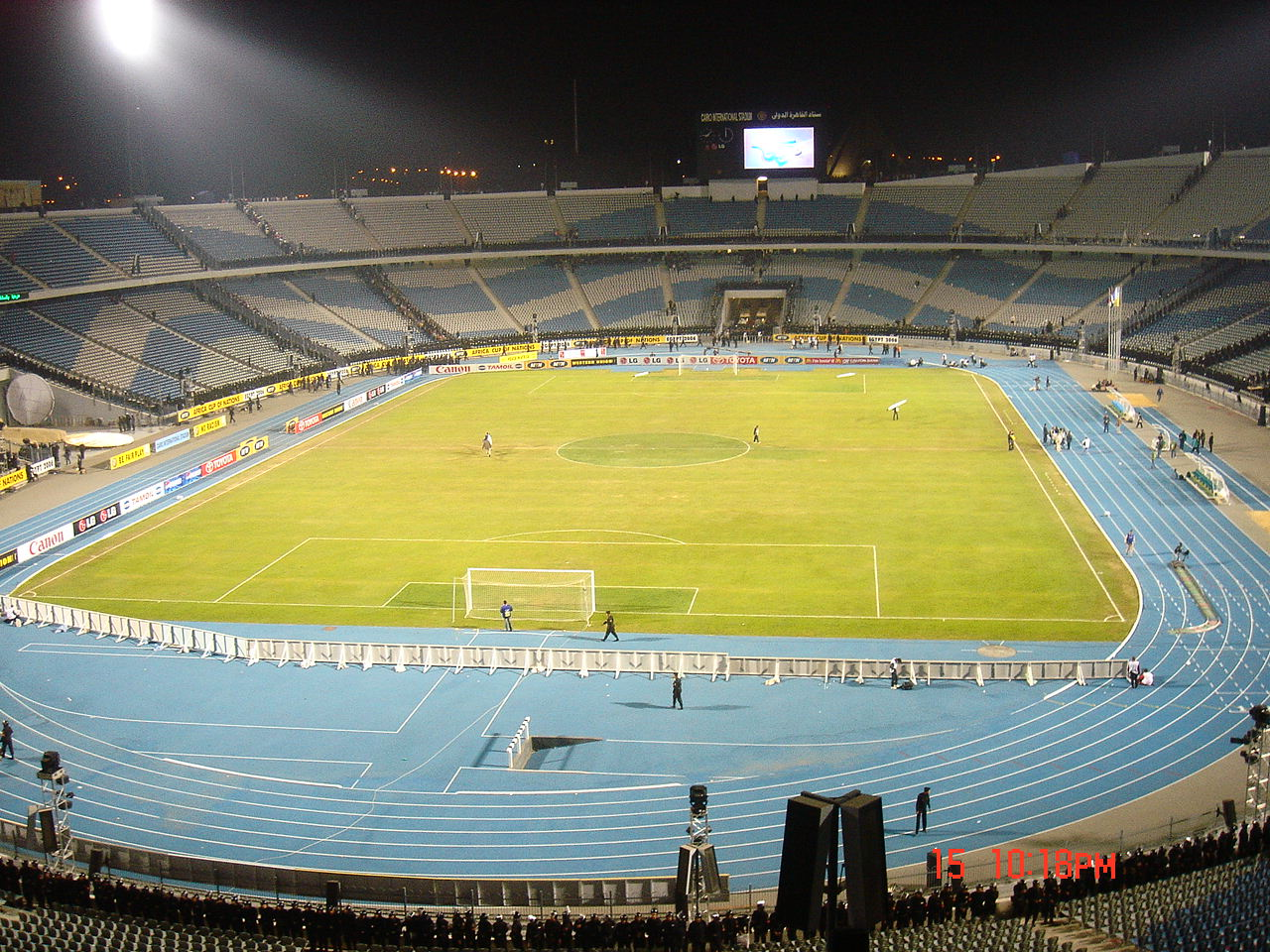
ورزشگاه بین‌المللی مصر در شهرک نصر قرار دارد.

شهرک نصر (به عربی: مدینة نصر) بزرگ‌ترین محلهٔ شهر قاهره پایتخت مصر است.
این شهرک در دههٔ ۱۹۶۰ به عوان ادامهٔ محله هلیوپولیس ساخته شد و بیشتر از مجتمع‌های آپارتمانی تشکیل شده است. خیابان‌بندی‌های شهرک نصر مدرن و امروزی است و این محله به ۱۰ کوی که از یک تا ده شماره‌گذاری شده، تقسیم شده است.